# 威格夫
威格夫（Khutawyre Wegaf或者Ugaf）是埃及第十二王朝的最后一位法老。
Kim Ryholt認為Sekhemre Khutawy是阿蒙涅姆赫特四世之子，约公元前1802年——约公元前1786年在位。